# 公道1号線 (イスラエル)

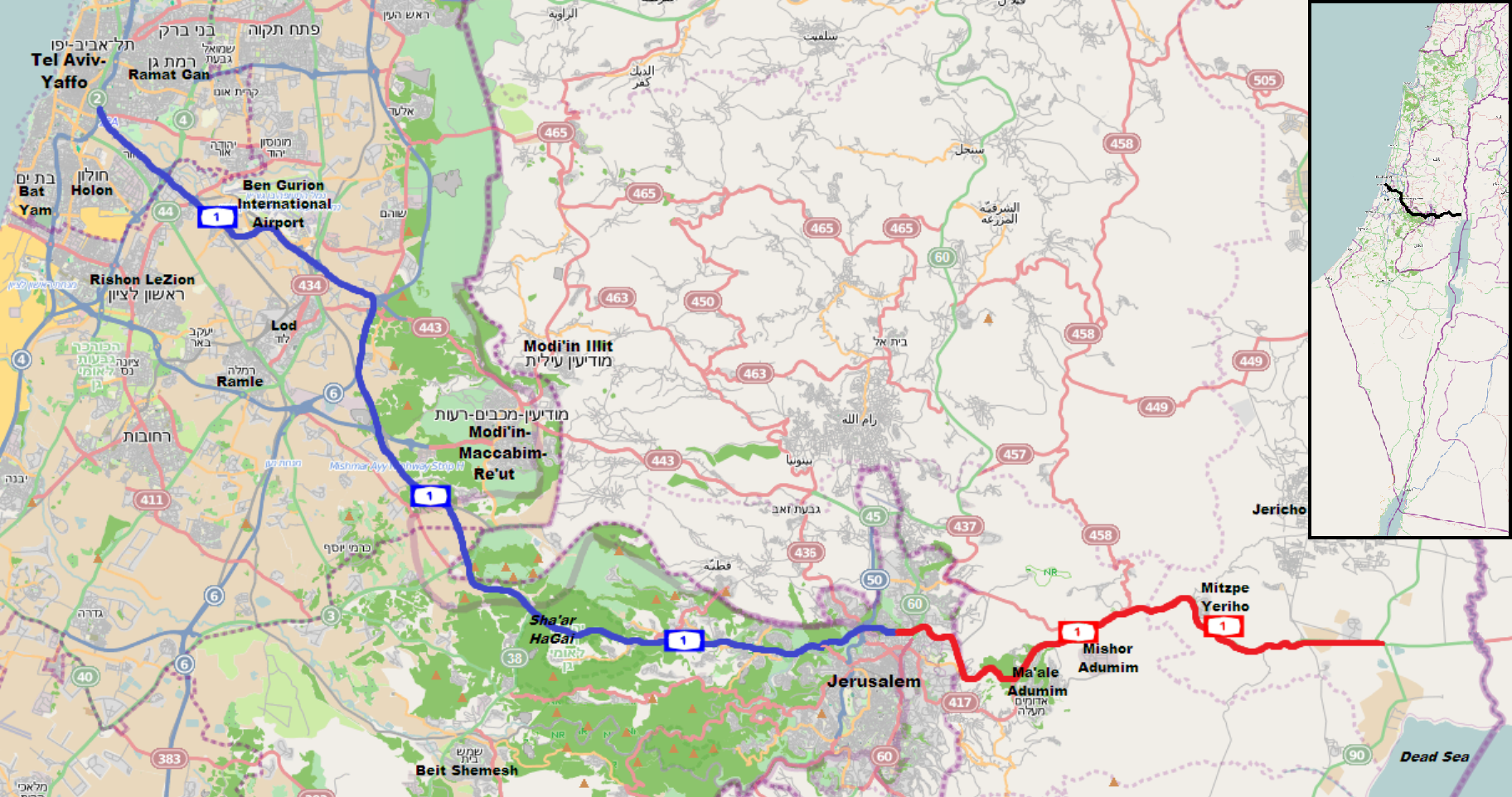
イスラエルの公道1号線の路線図

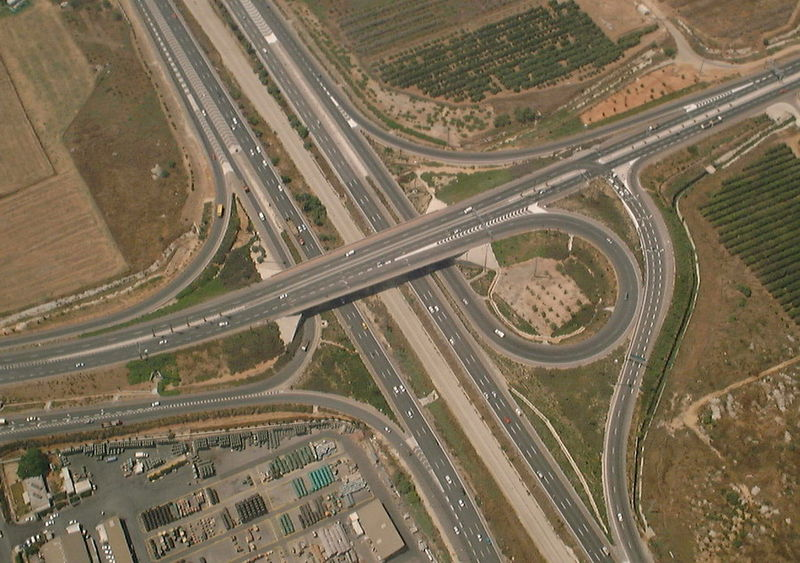
イスラエルの公道1号線がテルアビブ付近で公道412号線と交差

公道1号線（ヘブライ語: כביש 1 = Kvish Ahat, 英語: Highway 1）はイスラエルの主要道路の一つで、西のテルアビブからエルサレムを経由して公道90号線を結ぶ。

## 概要
イスラエルの公道1号線は主要道路の一つで、テルアビブの公道20号線から西へ向かい、間もなくベン・グリオン国際空港のすぐ南側を通り、エルサレムの北側を経由して（そこで公道60号線と交差）、エリコの南東付近でイスラエルの東側を南北に通る公道90号線を全長94㎞で結ぶ。
別名「ヤッファ街道」とも呼ばれていて、港町のヤッファまたはテルアビブからエルサレムへ向かい、ヤッファ門からエルサレム旧市街へ入るのに利用されてきた。 